# برنت کارلسون
برنت کارلسون (انگلیسی: Berndt Carlsson; ۷ آوریل ۱۹۰۷ – ۳۰ ژوئن ۱۹۹۱) دوچرخه‌سوار اهل سوئد بود.